# Костанда В'ячеслав Ремович
В'ячеслав Ремович Костанда (нар. 17 травня 1963) — український гравець у водне поло. Він брав участь у турнірі серед чоловіків на літніх Олімпійських іграх 1996 року.